# Olowalu
Olowalu est une census-designated place de l'État d'Hawaï dans le comté de Maui, aux États-Unis.

## Démographie
| 2000 | 2010 | - | - | - | - |
| ---- | ---- | - | - | - | - |
| 71   | 80   | - | - | - | - |

En 2010, la population était de 80 habitants.